# 한신 전기철도 1000계 전동차
한신 전기철도 1000계 전동차(일본어: 阪神電鉄1000系電車)는 일본의 한신 전기 철도가 보유하는 철도차량이다.
2007년부터 투입되었다. 특히 2009년에 개통한 한신난바선을 경유하고 긴키 닛폰 철도 (긴테쓰)의 나라선 방면으로 직통 운행할 목적으로 제작되었다. 6량 편성은 3M3T 구성이며 2량 편성은 1M1T이다. 2010년 3월말 현재 6량이 11개 편성, 2량이 6개 편성 있으며 합해서 한신 전기 철도의 여객 차량 총 358량 중 84량을 차지하다.

## 기술적 사양
스테인레스 강으로 만든 차체는 레이저 용접되어 있다. 선두부는 보통 강철으로 제작되었다. 볼스터리스 공기 스프링 대차는 4면 강철판 용접 공법을 채용함으로써 설계의 자유도를 높였다. 주 제어 장치로서는 각 구동차에 견인 전동기 4개를 구동하는 VVVF 인버터를 탑재한다. 6량 편성은 저압 전원장치인 150kVA 급 정지형 인버터를 2대 가지고 있으며 1대 고장시에는 연장 급전이 가능하다.  2량 편성은 예비를 포함하는 VVVF 인버터 2대를 탑재하고 있으며 90kVA 급 정지형 인버터 고장시에는 VVVF 인버터 1대를 CVCF (일정전압, 일정주파수) 운전한다.
도색은 차체 일부분에 악센트로서 주황색을 배치하였다. 선두부의 흑색과 더불어 프로 야구 구단이고 자회사인 한신 타이거스의 깃발을 방불케 하다. 열차종별 표시기는 컬러 LED, 행선지 표시기는 백색 LED를 각각 채용하였다. 마스콘 은 횡축 2핸들 식이며 긴테쓰 나라선의 급한 연속 구배에 대응한 억속 (속도 억제) 제동 놋치 가 있지만 전기적 제동은 발전 제동이 아니고 회생 제동이다.

## 운행
평소는 보통 (완행) 열차를 제외한 열차로 한신 전기 철도 본선 및 한신난바선에서 운행되어 있을 뿐만아니라 한신 난바 선을 경유하고 동쪽으로 긴키 닛폰 철도 (긴테쓰)의 나라선 긴테쓰나라역까지 운행되어 있다. 나라선 및 난바선에서 8량 또는 10량 편성으로 운행하는 열차가 한신 본선으로 직통 운행할 때에는 아마가사키역에서 6량으로 분리한다. 1000계는 때로는 한신 본선 의 출발역 인 오사카우메다역에서 고베 고속 철도를 경유해서 서쪽으로 산요 전기 철도 산요히메지역까지 직통 특급 열차로 운행할 경우가 있다. 긴테쓰 에서는 보통 열차로 운행할 적이 있다.
한신난바선 개통에 앞서서 제작 직후에 먼저 긴테쓰선에 반입되어 시운전을 개시한 차량이 있다.